# Colliers Classic 2007
La Colliers Classic 2007, undicesima edizione della corsa, valida come evento dell'UCI Europe Tour 2007 categoria 1.1, si svolse il 6 maggio 2007 su un percorso totale di circa 199,5 km. Fu vinto dal belga Juan José Haedo, che terminò la gara in 4h41'10".
Alla partenza erano presenti 107 ciclisti dei quali 76 portarono a termine il percorso.

## Ordine d'arrivo (Top 10)
| Pos. | Corridore            | Squadra       | Tempo    |
| ---- | -------------------- | ------------- | -------- |
| 1    | Juan José Haedo      | Team CSC      | 4h41'10" |
| 2    | Alex Rasmussen       | Odense Energi | s.t.     |
| 3    | Jens-Erik Madsen     | Designa Køkk. | s.t.     |
| 4    | Stefan Löffler       | Sparkasse     | s.t.     |
| 5    | Kurt Asle Arvesen    | Team CSC      | s.t.     |
| 6    | Alexander Kristoff   | Maxbo Bianchi | s.t.     |
| 7    | René Obst            | 3C-Lamonta    | s.t.     |
| 8    | Jonas Aaen Jørgensen | Team GLS      | s.t.     |
| 9    | Edvald Boasson Hagen | Maxbo Bianchi | s.t.     |
| 10   | Martin Comploi       | ELK Haus      | s.t.     |